# 卡姆揚卡 (貝雷茲納市鎮)
卡姆揚卡（烏克蘭語：Кам'янка）是位於烏克蘭北部的村莊，由切爾尼希夫州切爾尼希夫區的贝雷兹纳市镇負責管轄。該村面積0.56平方公里，海拔高度124米，2001年人口154，人口密度每平方公里275人。